# Anna Maria Corazza Bildt
Anna Maria Corazza Bildt, nata Anna Maria Corazza (Roma, 10 marzo 1963), è una politica italiana naturalizzata svedese, europarlamentare per il Partito Moderato svedese dal 2009 al 2019. È moglie dell'ex Ministro di Stato svedese Carl Bildt.

## Biografia
Corazza Bildt si è laureata in scienze politiche all'Università La Sapienza di Roma, quindi si è specializzata in gestione dei conflitti all'Università di San Diego e in strategia alla Columbia University di New York.

### Attività diplomatica
Dopo aver completato gli studi, ha lavorato presso l'UNESCO a Parigi e quindi, come esperta in questioni di sviluppo, presso il Ministero degli affari esteri italiano nel 1988. Nel 1989 è stata trasferita alla Missione permanente d'Italia presso l'OCSE a Parigi, dove è stata responsabile dei negoziati con la Banca mondiale.
Nel 1991 Corazza Bildt è stata distaccata presso il Segretariato delle Nazioni Unite a Ginevra, dove ha lavorato per il Vice Segretario Generale per i Diritti Umani, Jan Mårtensson.  Dal 1992 al 1998 ha lavorato per le Nazioni Unite in Jugoslavia con vari incarichi. Ciò ha comportato il lavoro presso l'UNPROFOR in Croazia e la sua permanenza presso l'Ufficio delle Nazioni Unite a Sarajevo durante il periodo in cui la città era sotto assedio. Durante questo periodo in Jugoslavia, Corazza Bildt ha incontrato anche il suo futuro marito, Carl Bildt, Alto Rappresentante per la Bosnia ed Erzegovina dal 1995 al 1997, ex primo ministro svedese e leader del Partito Moderato di centrodestra. Si sono sposati nel 1998, hanno un figlio.
Dal 2001 al 2003 Corazza Bildt è stata nuovamente in Bosnia ed Erzegovina a nome della Commissione europea. Tra il 2003 e il 2008 è stata membro del Consiglio centrale della Croce Rossa svedese.

### Attività politica
Ha partecipato in Svezia alle elezioni europee del 2009, ottenendo 85 405 preferenze (il 14,3% di quelle date ai candidati del Partito moderato) e risultando quindi seconda degli eletti, superata solo da Gunnar Hökmark (15,2%).  Si è ricandidata con successo per la rielezione alle elezioni del 2014, ricevendo il 16,37% dei voti e superando questa volta Gunnar Hökmark (12.08%).
Corazza Bildt è stata vicepresidente della commissione per il mercato interno e la protezione dei consumatori e membro della commissione per i diritti della donna e l'uguaglianza di genere. Oltre ai suoi incarichi in commissione, ha copresieduto l'Intergruppo del Parlamento europeo sui diritti dei bambini  ed è stata membro dell'Intergruppo del Parlamento europeo sui diritti LGBT.
Nel 2014, Corazza Bildt è stata nominata leader della campagna per la sede unica a favore dell'abbandono di Strasburgo per Bruxelles come unica sede del Parlamento europeo.
Siede nel gruppo del Partito Popolare Europeo e fa parte della commissione per il mercato interno e la protezione dei consumatori e della delegazione alla commissione parlamentare mista UE-Turchia.
Nel 2015 viene inclusa in una lista "nera" russa di personaggi di spicco dell'Unione europea a cui non è permesso entrare in Russia.
Alle elezioni politiche italiane del 25 Settembre 2022 è candidata per +Europa nei collegi plurinominali di Parma e Roma.

### Attività imprenditoriale
Nel 2000 fonda in Svezia una piccola società, "Italian Tradition", che vende specialità italiane via Internet. Nel 2002 scrive insieme ad una giornalista svedese, Magdalena Ribbing, anche un libro, Con amore da Parma. Persone, cibi, tradizioni, che in Svezia è stato un best seller.
Nel 2006 dà vita in Italia, insieme al fratello, alla società "Relais de Charme Tabiano Castello", che gestisce un'attività alberghiera presso il castello di Tabiano, storica residenza di famiglia.
Corazza Bildt è membro del Consiglio di amministrazione della Camera di commercio italiana in Svezia.